# Drei Kameraden

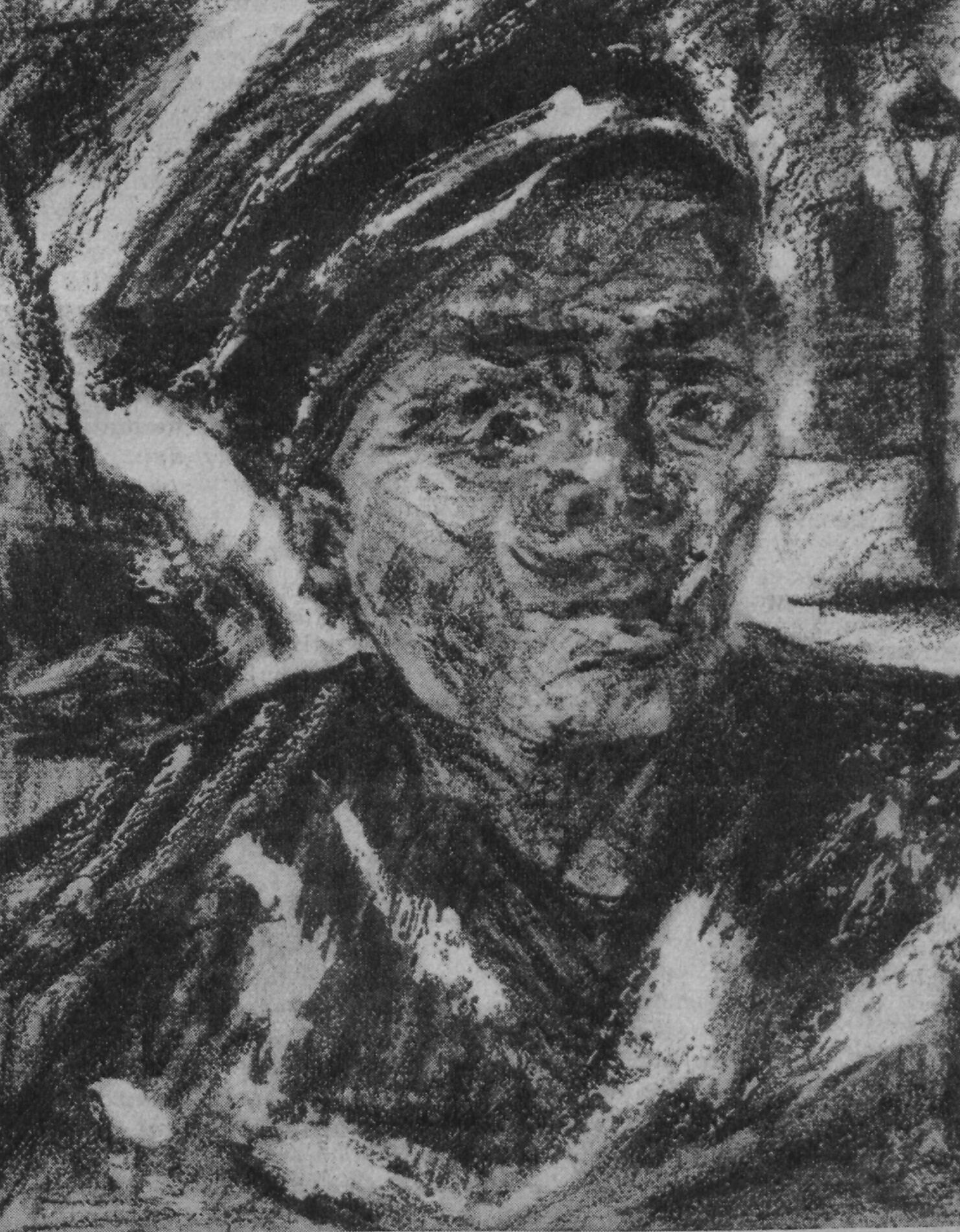
Illustration von Robert Liebknecht für Drei Kameraden, 1938

Drei Kameraden ist ein Roman von Erich Maria Remarque, der 1936 auf Deutsch in Amsterdam erschien. Er ist Ilse Jutta Remarque-Zambona, Remarques erster Frau, gewidmet.

## Inhalt
Das Buch beschreibt das Leben in Deutschland in den 1920er Jahren, es spielt in der zweiten Jahreshälfte 1928 und Anfang 1929. Korruption, Elend und Hoffnungslosigkeit sind weit verbreitet. Ort der Handlung ist eine große, nicht namentlich genannte Stadt – anzunehmendermaßen Berlin, doch nie durch Ortsangaben oder Lokalkolorit als solches identifiziert. Die titelgebenden Figuren sind der Ich-Erzähler Robert „Robby“ Lohkamp und seine alten Schulfreunde und Kriegskameraden aus dem Ersten Weltkrieg, Gottfried Lenz und Otto Köster; zusammen betreiben sie eine Autowerkstatt, deren erzielte Einkünfte jedoch kaum ausreichen, um den Lebensunterhalt dreier Personen zu bestreiten. Bei einem Ausflug lernen sie das sozial höhergestellte Mädchen Pat (Patrice Hollmann) kennen, mit dem sich Robert wiederholt trifft und sie nach und nach in seine Welt der Hinterhofkneipen und Bars integriert. Zwischen Robert und Pat entwickelt sich eine intensive Liebesbeziehung, die Robert aus seiner Lethargie und Hoffnungslosigkeit herausreißt; mit der Zeit beginnt er wieder, einen Sinn im Leben zu sehen.
Während eines gemeinsamen Urlaubs an der See erleidet Pat einen Blutsturz. Köster eilt in seinem Rennwagen Karl zu Hilfe und bringt Pats behandelnden Arzt Jaffé zu der Patientin, ohne dessen Hilfe Pat vermutlich gestorben wäre. Es stellt sich heraus, dass Pat an Tuberkulose erkrankt ist. Diese Offenbarung trübt das bis dahin unbeschwerte Verhältnis zwischen den beiden Liebenden. Später offenbart Jaffé, dass Pat nur dann eine Chance hat, weiterzuleben, wenn sie sich in ein Sanatorium in den Alpen begibt. Als der Winter hereinbricht, ist die Zeit zum Aufbruch gekommen. Robert begleitet Pat, kann jedoch nicht lange bei ihr bleiben. Trotz der immer wieder erwähnten Chancen auf völlige Genesung verschlechtert sich der Zustand Pats zunehmend. Eines Tages erreicht Robert ein Telegramm mit dem Inhalt Robby komm bald. Unverzüglich eilen Robert und Köster im Karl in die Alpen, um Pat beizustehen. Um ihren Zustand nicht weiter zu verschlimmern, verschweigt Robert ihr sowohl, dass die Werkstatt mittlerweile bankrottgegangen ist, als auch, dass Lenz einem politisch motivierten Attentat zu Opfer gefallen ist. Robert entschließt sich, den Rest der Zeit bei Pat zu verbringen, da er erkennt, dass sie das Sanatorium wohl nicht mehr lebend verlassen wird. Um den Aufenthalt zu bezahlen, verkauft der heimgekehrte Köster seinen heißgeliebten Wagen.
Doch alle Mühen sind vergebens. Zwar versucht Robert alles, um Pat am Leben zu erhalten, und verbringt jede freie Minute mit ihr, doch erliegt sie am Ende in einem „schweren und qualvollen“ Todeskampf ihrem Leiden. Der Roman schließt mit den Worten: „Dann kam der Morgen, und sie war es nicht mehr.“

## Titel
Wer die im Titel genannten drei Kameraden sind, ist nicht so eindeutig, wie es zunächst den Anschein zu haben scheint. Die am nächstenliegende Interpretationsmöglichkeit ist die, dass damit die alten Kriegskameraden Lohkamp, Köster und Lenz gemeint sind. Die drei sind unzertrennlich und würden füreinander sterben und töten, wie Kösters Verhalten nach Lenz’ Ermordung belegt. Mit der Zeit wird Pat jedoch zu einem immer wichtigeren Teil von Roberts Leben. Dass er sie zunehmend als Kameradin betrachtet, zeigt sein Kosename für sie („Alter Bursche“). Somit könnten die drei Kameraden auch die drei sein, die Robert im Lauf des Romans verliert: Lenz durch das Attentat, Pat durch die Krankheit und Karl durch die Geldnot. Auch der Wagen wird gewissermaßen als Teil der Gruppe gesehen: „Autos waren Freunde, aber Karl war uns noch viel mehr gewesen. Ein Kamerad!“

## Aktuelle Ausgabe
- Drei Kameraden. KiWi 1366, Kiepenheuer und Witsch, Köln 2014, ISBN 978-3-462-04631-1.

## Verfilmung
Der Roman wurde 1938 von Frank Borzage unter dem englischen Titel Three Comrades verfilmt. Die drei Kameraden wurden von Robert Taylor, Franchot Tone und Robert Young dargestellt. Das Drehbuch wurde von F. Scott Fitzgerald geschrieben.
Dem Film Die durch die Hölle gehen diente Drei Kameraden als lose Vorlage.